# JK Haru: Życie prostytutki w innym świecie
JK Haru: Życie prostytutki w innym świecie (jap. JKハルは異世界で娼婦になった JK Haru wa isekai de shōfu ni natta) – powieść autorstwa Kō Hiratori. Początkowo ukazywała się w serwisie Shōsetsuka ni narō jako powieść internetowa. Następnie została nabyta przez wydawnictwo Hayakawa Shobō, które wydało ją w grudniu 2017. Drugi tom, zatytułowany JK Haru wa isekai de shōfu ni natta: Summer, ukazał się w grudniu 2019.
Na podstawie powieści powstała manga, która ukazuje się w serwisie Manga Ōkoku od czerwca 2019. W Polsce prawa do jej dystrybucji nabyło wydawnictwo Akuma.

## Fabuła
Licealistka Haru Koyama i jej kolega z klasy Seiji Chiba giną w wypadku drogowym i zostają przeniesieni do innego świata. Podczas gdy Chiba zostaje poszukiwaczem przygód i wyrusza zabijać potwory, Haru odkrywa, że kobiety nie mogą posiadać specjalnych mocy w nowym świecie, więc postanawia zarabiać na życie jako prostytutka.

## Powieść
Seria ukazywała się od 26 października do 2 sierpnia 2017 jako powieść internetowa w serwisie Shōsetsuka ni narō. Następnie została nabyta przez wydawnictwo Hayakawa Shobō, które wydało ją 6 grudnia 2017.
Drugi tom, zatytułowany JK Haru wa isekai de shōfu ni natta: Summer, jest zbiorem kilku opowiadań uzupełniających główną historię. Został opublikowany 4 grudnia 2019.

## Manga
Na podstawie powieści powstała manga zilustrowana przez mangakę o pseudonimie J-ta Yamada. Seria ukazywała się od 14 czerwca 2019 do 22 września 2023 w serwisie Manga Ōkoku. Wydawnictwo Shinchōsha zebrało jej rozdziały w 7 tankōbonach, których pierwszy tom ukazał się 9 listopada 2019. Ostatni tom wydano 8 grudnia 2023.
W Polsce seria ukazuje się nakładem wydawnictwa Akuma.
| Nr | Język japoński   | Język japoński         | Język polski      | Język polski           |
| Nr | Data wydania     | ISBN                   | Data wydania      | ISBN                   |
| -- | ---------------- | ---------------------- | ----------------- | ---------------------- |
| 1  | 9 listopada 2019 | ISBN 978-4-10-772225-6 | 27 listopada 2023 | ISBN 978-83-967582-5-5 |
| 2  | 9 kwietnia 2020  | ISBN 978-4-10-772270-6 | 31 stycznia 2024  | ISBN 978-83-967582-6-2 |
| 3  | 9 listopada 2020 | ISBN 978-4-10-772336-9 | 30 kwietnia 2024  | ISBN 978-83-967582-7-9 |
| 4  | 8 lipca 2021     | ISBN 978-4-10-772405-2 | 26 lipca 2024     | ISBN 978-83-967582-8-6 |
| 5  | 8 kwietnia 2022  | ISBN 978-4-10-772486-1 | —                 |                        |
| 6  | 7 stycznia 2023  | ISBN 978-4-10-772560-8 | —                 |                        |
| 7  | 8 grudnia 2023   | ISBN 978-4-10-772671-1 | —                 |                        |